# Dollarstore
Dollarstore, av företaget skrivet DOLLAR$TORE, är en svensk butikskedja med lågprisbutiker. Affärsidén baseras på att ha varupriser i jämna tiotal kronor. 
Huvudkontoret finns i dag i Kista och centrallagret i Svenstavik. Dollarstore hade 116 butiker i december 2020 och var då Sveriges snabbast växande lågpriskedja.
Företaget grundades av Peter Ahlberg.
Kedjan började som grossistfirma i Sundsvall 1994 och öppnade sin första butik i Billsta utanför Örnsköldsvik hösten 1999.
I mars 2024 uppmärksammades att Dollarstore sålt varor och förpackningar innehållande hormonstörande och cancerframkallande ämnen som bly, ftalater och klorparaffiner. Dollarstore har erkänt bristerna och ansåg sig ha vidtagit åtgärder som att stoppa försäljningen av berörda produkter. Kemikalieinspektionen var av åsikten att det är systematiskt återkommande lagöverträdelser som uppmärksammats vid flera tillfällen under en tioårsperiod. Även Konsumentverket ska ha anmält Dollarstore för att ha sålt 13 000 undermåliga andningsskydd under coronapandemin.